# Marie-Madeleine Peyronnet
Pour les articles homonymes, voir Peyronnet.
Marie-Madeleine Peyronnet, née le 30 juin 1930 à De Foucauld, aujourd'hui Rechaïga, dans le Sersou en Algérie française, et morte le 24 avril 2023 à Digne-les-Bains,, est de 1959 à 1969 la secrétaire personnelle de l'exploratrice Alexandra David-Néel. Surnommée « Tortue » par cette dernière, elle est à son service les dix dernières années de sa vie. Elle est elle-même l'autrice d'une biographie des dix dernières années de la vie d'Alexandra David-Néel. 

## Biographie
Marie-Madeleine Peyronnet grandit à Rechaïga en Algérie où est installée sa famille depuis quatre générations. Son père, ancien militaire, est fonctionnaire. Marie-Madeleine est élevée de façon bourgeoise et stricte, mais ne rêve que de voyages. À 29 ans, après avoir passé toute sa jeunesse dans l'Algérois, Marie-Madeleine Peyronnet vient faire un séjour chez sa sœur qui possède un hôtel à Aix-en-Provence. C'est durant ce séjour que Marie-Madeleine rencontre, presque par hasard, Alexandra David-Néel qui elle-même séjourne à Aix-en-Provence et qui cherche une secrétaire. Marie-Madeleine est initialement engagée pour trois mois comme secrétaire particulière, elle restera pourtant au service de la grande exploratrice les dix dernières années de sa vie à Digne-les-Bains.
Ayant hérité du droit de vivre à Samten Dzong (« Forteresse de la méditation » en tibétain), la Maison d'Alexandra David-Néel, elle contribue à la réédition de l'œuvre écrite par l'exploratrice à Digne-les-Bains (Alpes-de-Haute-Provence) après le décès de cette dernière le 8 septembre 1969.
Elle fonde en 1977 l'Association Alexandra David-Néel. Cette association loi 1901 développe le musée, enrichissant ses collections.
Employée par la ville de Digne-les-Bains, Marie-Madeleine Peyronnet assure jusqu'en 1995 la direction du musée, organisant l'accueil des touristes et des personnalités, les visites et, ponctuellement, l'hébergement des visiteurs tibétains qui viennent accompagnés de leurs traducteurs. Ces visiteurs sont des personnalités tibétaines, des lamas, des troupes folkloriques tibétaines, des musiciens, des artistes divers (sculpteurs sur beurre, sur bois), et des moines qui réalisent un mandala de sable (en). Ces réalisations étaient visibles au musée de Digne-les-Bains,.
Marie-Madeleine rassemble et publie les Lettres à son mari, ainsi que d'autres livres posthumes d'Alexandra David-Néel. Elle publie une biographie, Dix ans avec Alexandra David-Néel, dont elle cède les droits d'auteur à l'association. L'ouvrage, rédigé en trois semaines, est publié chez Plon en 1973 et obtient le prix des journalistes et une sélection pour concourir au prix vérité. Une nouvelle édition est publiée en 2005, avec cinq textes supplémentaires ajoutés en 2003, à l'occasion de la publication de la traduction en allemand chez Nymphenburger Verlag.
Une biographie de Marie-Madeleine Peyronnet est écrite et publiée en 2018 par Joëlle Désiré-Marchand, qui avait déjà publié en 2009 une biographie d'Alexandra David-Néel.

## Surnom

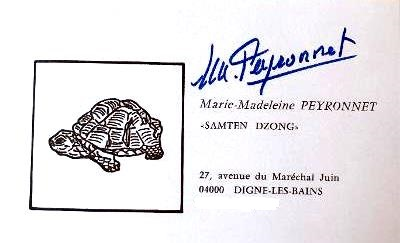
Carte de visite signée de Marie-Madeleine Peyronnet.

Le surnom de « Tortue » lui est donné par Alexandra David-Néel à la suite d'un événement banal : alors qu'elle se dirige vers un escalier, elle voit à ses pieds un bas roulé en boule qu'elle prend pour une tortue. Après avoir appelé Marie-Madeleine pour lui demander de l'enlever et d'en prendre soin, elles découvrent ensemble, dans une grande hilarité, la véritable nature de l'objet. Depuis ce jour, Alexandra l'appelle « Tortue », d'abord par taquinerie puis par habitude.

## Distinctions
- Chevalière de l'ordre des Arts et des Lettres (1996)[10]

## Publications

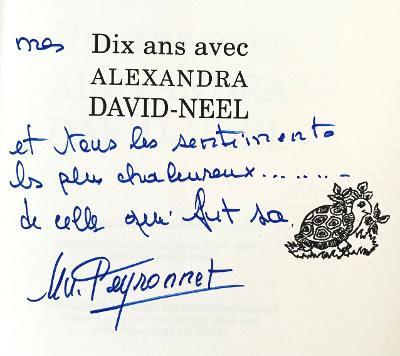
Dédicace, signature et tampon de Marie-Madeleine Peyronnet.

### Biographie
- Marie-Madeleine Peyronnet, Dix ans avec Alexandra David-Néel, Plon, Paris, 1973
- Frédéric Campoy et Mathieu Blanchot, Une vie avec Alexandra David-Néel, Bamboo Édition, Grand Angle, 4 volumes,  Charnay-lès-Mâcon, 2016, 2017, 2018 et 2020

### Œuvres d'Alexandra David-Néel éditées par Marie-Madeleine Peyronnet
- Le sortilège du mystère, Plon, 1972
- Journal de voyage : Lettres à son mari, 11 août 1904 - 27 décembre 1917. Vol. 1, Plon, Paris, 1975
- Journal de voyage : Lettres à son mari, 14 janvier 1918 - 31 décembre 1940. Vol. 2, Plon, Paris, 1976
- Grand Tibet et vaste Chine, récits et aventures, Plon, Paris, 1994. Contient : Au pays des brigands gentilshommes, Voyage d'une Parisienne à Lhassa, Sous des nuées d'orage, À l'ouest barbare de la vaste Chine, Le vieux Tibet face à la Chine nouvelle et un choix de documents.
- Voyages et aventures de l'esprit, Albin Michel, Paris, 1994. Choix de textes recueillis et présentés par Marc de Smedt et Marie-Madeleine Peyronnet.
- Gargantua aux pays des neiges, Editions Dharma, 1993
- Sodetchen l'invisible

### Préface
- Priscilla Telmon, 2010 : Himalayas, sur les pas d’Alexandra David-Néel, Album Actes Sud, préface d'André Velter et Marie-Madeleine Peyronnet,  (ISBN 2742793410), 210 p.